# Jeanjean (personnage)
Pour les articles homonymes, voir Jeanjean.
Jeanjean est un personnage de fiction de bande dessinée Lefranc, créé par Jacques Martin pour La Grande Menace en 1952.
C'est un Enak moderne au côté de Guy Lefranc/Alix. Depuis l'album La Grande Menace, il ne quitte plus le reporter jusqu'à l'épisode Opération Thor en raison des plaintes parentales de jeunes lecteurs. Toutefois, il réapparait brièvement dans L'Oasis, El Paradisio. En 2011, Il est le personnage principal de l'album Les Enfants du bunker.

## Biographie fictive

### Naissance
Jean Le Gall est né en août 1944 en Normandie, deux mois après le débarquement. Sa naissance a lieu dans des conditions dramatiques, sa mère ayant failli périr dans un incendie déclenché par les combats en cours. Elle parvient de peu à échapper au brasier, mais sa trop forte émotion provoquera la naissance prématurée de Jeanjean sur les lieux mêmes, dans les décombres. Elle sera aidée par le lieutenant Mirko Grabowski, de la 1re division blindée polonaise.

### Jeunesse

#### Rencontre avec Guy Lefranc
À huit ans, vêtu en louveteau dans le premier tome La Grande Menace, Jeanjean rencontre pour la première fois le reporter Guy Lefranc en Alsace en plein été 1952, précisément au château du Haut-Koenigsbourg où il campait avec les autres louveteaux.
Il perd ses parents, un dimanche ensoleillé d'avril 1956, lors de la promenade familiale en voiture. C'est en regardant le paysage défiler que son père perd le contrôle de son véhicule, juste au moment où Jeanjean l'avertit d'un geste alarmé : une voiture arrive en face d'eux. Déviée vers un canal, la voiture s'enfonce. La mère recommande à son mari de sauver d'abord Jeanjean. Après l'avoir remonté sur la surface de l'eau, son père plonge à nouveau afin de ramener sa mère : ni l'un ni l'autre ne survit de la noyade.
Adopté par le professeur Pierre Le Gall, le beau-frère de sa mère, Jeanjean a sans doute vécu à Saint-Malo.
Dans Les Enfants du bunker (2011), en juillet 1956, il intègre les éclaireurs de la Patrouille des Goélands, un peu avant l'âge de douze ans parce que son douzième anniversaire tombe précisément pendant ce camp d'été.

#### Séparation soudaine
Jeanjean marquera sa dernière apparition avec son compagnon à partir de l'épisode Opération Thor (1979) sans explication précise. La vraie raison étant donnée que l'auteur Jacques Martin recevait de bon nombre de plaintes écrites par les parents de jeunes lecteurs : « Comment voulez-vous faire croire qu'un jeune garçon suive tout le temps un journaliste de vingt-cinq ans ? On pourrait me prêter des intentions douteuses ! Le problème était que je ne le montrais jamais à l'école. »
En revanche, on le retrouvera brièvement dans L'Oasis, El Paradisio, etc.

### L'origine de son nom
Son surnom vient tout simplement d'un jeune garçon qui habitait à côté de chez Jacques Martin.

## Personnalité
Comme tous les jeunes garçons de huit ans, Jeanjean est à la fois timide, curieux et courageux comme le montrent dans La Grande Menace et d'autres aventures auprès de son compagnon Guy Lefranc. Depuis avril 1956, Jeanjean est renfermé, sensible et secret en raison qu'il ne s'est pas remis de la mort accidentelle de ses parents comme l'avait précisé son oncle dans Les Enfants du bunker.